# Кулатино (Тверская область)
Кулатино — деревня в Сонковском районе Тверской области России. Входит в состав Койского сельского поселения.

## География
Деревня находится в восточной части Тверской области, в подзоне южной тайги, на правом берегу реки Малявы, на расстоянии примерно 15 километров (по прямой) к юго-востоку от посёлка городского типа Сонково, административного центра района. Абсолютная высота — 157 метров над уровнем моря.

### Климат
Климат характеризуется как умеренно континентальный, с относительно прохладным влажным летом и умеренно мягкой снежной зимой. Среднегодовая температура воздуха — 2,6 °C. Минимальная температура воздуха в зимний период — −34 °C, максимальная температура воздуха летнего периода — 36 °С. Годовое количество атмосферных осадков составляет 450—650 мм, из которых большая часть выпадает в тёплый период. Среднегодовая скорость ветра — 2 м/с.

### Часовой пояс
Деревня Кулатино, как и вся Тверская область, находится в часовой зоне МСК (московское время). Смещение применяемого времени относительно UTC составляет +3:00.

## Население
| 2010 |
| ---- |
| 1    |

### Национальный состав
Согласно результатам переписи 2002 года, в национальной структуре населения русские составляли 95 % из 19 чел.